# Antonio Menéndez González
Antonio Menéndez González (Cangas del Narcea, 18 d'agost de 1946) és un ciclista asturià, ja retirat, que fou professional entre 1970 i 1979. Gregari de luxe de José Manuel Fuente, en el seu palmarès destaquen una victòria d'etapa a la Volta a Espanya de 1975 i una altra al Giro d'Itàlia de 1976.

## Palmarès
- 1973
  - Vencedor d'una etapa a la Volta a Catalunya
  - Vencedor d'una etapa a la Volta a Cantàbria
- 1974
  - 1r al Gran Premi de Laudio
  - 1r al Gran Premi de Biscaia
  - Vencedor d'una etapa a la Volta a Astúries
- 1975
  - Vencedor d'una etapa de la Volta a Espanya
  - Vencedor d'una etapa del Tour de Còrsega
- 1976
  - Vencedor d'una etapa del Giro d'Itàlia
- 1978
  - Vencedor d'una etapa a la Vuelta a los Valles Mineros

### Resultats a la Volta a Espanya
- 1971. 14è de la classificació general.
- 1972. 25è de la classificació general.
- 1974. 14è de la classificació general.
- 1975. 25è de la classificació general. Vencedor d'una etapa
- 1979. 40è de la classificació general.

### Resultats al Tour de França
- 1973. 40è de la classificació general
- 1974. 54è de la classificació general
- 1975. Abandona (21a etapa)
- 1976. 27è de la classificació general
- 1977. 45è de la classificació general
- 1978. 18è de la classificació general

### Resultats al Giro d'Itàlia
- 1976. Abandona. Vencedor d'una etapa
- 1978. 87è de la classificació general